# Шанна Маккалоу
Ша́нна Макка́лоу (англ. Shanna McCullough), справжнє ім'я Ма́рсія Е́лен Грей (англ. Marcia Elaine Gray; 1 квітня 1960, Сан-Франциско, Каліфорнія) — американська порноакторка.

## Біографія
Народилась 1 квітня 1960 року в Сан-Франциско, штат Каліфорнія. У період навчання в школі входила до театрального гуртка, грала у драмах та мюзиклах. Потім вступила до коледжу і здобула ступінь з бухгалтерії. Працювала упродовж двох років електрикинею, пізніше ветеринарною інженеркою.
У травні 1983 році потрапила до порноіндустрії у віці 23 років, дебютувавши у сцені з Майком Горнером у фільмі «Deviations». Усього знімалася близько 30 років, завершивши у 2010, знявшись у понад 530 фільмах. Відома ролями у фільмах «Hands Off», «Bobby Sox» і «Looker». Працювала для таких відомих студій, як Plum Productions, Vivid Entertainment і Pleasure Productions. За велику кількість досягнень включена до Зали слави XRCO (1995). Також удостоєна кількох індивідуальних нагород, зокрема «Найкраща акторка другого плану — відео», «Найкраща акторка — фільм» і «Найкраща акторка другого плану — фільм». У порноперіод також працювала танцюристкою в нічних клубах. Під час перерви працювала стриптизеркою.
У листопаді 2001 року одружилась з Джимом Енрайтом.

## Вибрана фільмографія
| Назва            | Студія               | Рік  |
| ---------------- | -------------------- | ---- |
| White Bunbusters | VCA                  | 1985 |
| Hands Off        | Plum Productions     | 1987 |
| Bobby Sox        | Vivid                | 1996 |
| Looker           | Pleasure Productions | 1998 |

## Нагороди та номінації
| Рік  | Премія     | Номінація                                                 | Фільм                           | Результат |
| ---- | ---------- | --------------------------------------------------------- | ------------------------------- | --------- |
| 1988 | AVN Awards | Найкраща акторка — відео                                  | Hands Off                       | Перемога  |
| 1988 | XRCO Award | Найкраща кучерява сцена (з Джеймі Гіллісом і Мове ДеНуар) | Let's Get It On With Amber Lynn | Перемога  |
| 1997 | AVN Awards | Найкраща акторка другого плану — фільм                    | Bobby Sox                       | Перемога  |
| 1999 | AVN Awards | Найкраща акторка — фільм                                  | Looker                          | Перемога  |
| 2000 | AVN Awards | Найкраща акторка другого плану — відео                    | Double Feature                  | Перемога  |

- Зала слави XRCO (1995)